# Jair Marinho de Oliveira
Jair Marinho de Oliveira   (Santo Antônio de Pádua, 17 de juliol de 1936 - Niterói, 7 de març de 2020) fou un futbolista brasiler.

## Selecció del Brasil
Va formar part de l'equip brasiler a la Copa del Món de 1962.

## Clubs
- 1956–1963: Fluminense-RJ
- 1964–1965: Portuguesa-SP
- 1965–1967: Corinthians-SP
- 1967: Vasco de Gama-RJ
- 1968:Alianza Lima - Peru
- 1970: Campo Grande-RJ

## Palmarès
- Campeonato Carioca: 1959
- Torneio Rio – São Paulo: 1957, 1960
- Copa O'Higgins: 1961
- Copa Oswaldo Cruz: 1961
- Copa del Món: 1962